# Магидович, Иосиф Петрович
Иосиф Петрович (Псахиевич) Магидович (10 января 1889, Одесса — 15 марта 1976, Москва) — советский историк географии, экономико-географ и демограф. Кандидат географических наук, доцент.

## Биография
Родился в Одессе в еврейской семье, отец — уманский мещанин, с 1897 года купец второй гильдии Псахия Борохович Магидович (1856—?), мать — Амалия Мордковна Магидович (1856 — 27 февраля 1891), тоже происходила из уманских мещан. У него был старший брат Григорий (1886—?) и младшие сёстры от другого брака отца — Анна (1896—1896) и Аделина-Жанета (1898—?). Мать умерла от туберкулёза 27 февраля 1891 года и отец вскоре женился в третий раз на Бейле Магидович. 
В 1907 году с золотой медалью окончил 4-ю одесскую гимназию, чем заслужил право поступить в университет. С 1907 по 1912 учился на юридическом факультете Петербургского университета. В 1908 году женился первым браком, от которого имел двоих детей — Евгения и Наталью.
В 1912—1914 годах состоял помощником присяжного поверенного в Петербурге. В 1914—1918 годах участвовал в Первой мировой войне.
В 1918—1925 годах занимался статистической работой в Петрограде, Киеве, Туркестане.
В 1921 году женился вторым браком на сестре украинского художника Сергея Ержиковского, от которой в 1928 году у него родился сын Вадим, в соавторстве с которым были написаны многие его книги.
В 1926—1930 годах — заведующий отделом финансовой статистики ЦСУ СССР в Москве. С 1927 года — в редакции отдела географии Большой советской энциклопедии, с 1930 года — научный редактор.
В 1932—1937 годах — преподаватель экономической географии зарубежных стран Института мирового хозяйства и политики Красной профессуры. В 1934—1951 годах преподавал на географическом факультете Московского государственного университета. С 1951 года — на пенсии.
Последующие 25 лет активно занимался историческими исследованиями и публиковал обобщающие труды по истории географических открытий (часто в соавторстве со своим сыном).

## Труды
Исследования по экономической географии Средней Азии и зарубежных стран. Автор фундаментальных работ по истории географических исследований. Многие книги были переведены на испанский, китайский, польский, венгерский языки.
Под редакцией Иосифа Магидовича было издано множество книг по истории географии. Он стал разработчиком концепции и автором нескольких выпусков серии «Открытие Земли» издательства Мысль.

### Книги
- Магидович И. П. Территории и население Бухары и Хорезма. В 2 частях. / Магидович И. П.. — Ташкент: Изд. комиссии по районированию Средней Азии, 1926. — 1000 экз.
- Магидович И. П. Испания: Экономико-географический очерк. — М.: Гос. изд-во политической литературы, 1938. — 92 с. — 35 000 экз.
- Магидович И. П. Японские острова. — М.: Географгиз, 1947. — 247 с. — 10 000 экз.
- Магидович И. П. Очерки по истории географических открытий. — Т.1 (2 и 3 не напечатаны). — М.: Учпедгиз, 1949. — 288 с.
- Магидович И. П. Русские мореплаватели / Лупач В. С.. — М.: Военное издательство Министерства обороны Союза ССР, 1953. — С. 111—124, 473-620. — 455 с.
- Магидович И. П. Христофор Колумб. — М.: Географгиз, 1956. — 36 с. — (Замечательные географы и путешественники). — 100 000 экз.
- Магидович И. П. Очерки по истории географических открытий. — Полностью переработанное. — М.: Учпедгиз, 1956. — 752 с. — 25 000 экз.
- Магидович И. П. История открытия и исследования Северной Америки. — М.: Географгиз, 1962. — 476 с. — (Открытие Земли). — 5000 экз.
- Магидович И. П. История открытия и исследования Центральной и Южной Америки. — М.: Мысль, 1965. — 455 с. — (Открытие Земли). — 12 000 экз.
- Магидович И. П. Объяснительный текст к картинам "Отечественные и зарубежные путешественники и исследователи". — М.: Просвещение, 1965. — 80 с. — 40 000 экз.
- Магидович И. П., Магидович В. И. История открытия и исследования Европы. — М.: Мысль, 1970. — 456 с. — (Открытие Земли). — 15 000 экз.
- Магидович И. П., Покопцев Ю. М. Методическое руководство к картинам "Отечественные и зарубежные путешественники и исследователи". — М.: Просвещение, 1975. — 70 с. — 45 000 экз.

#### Издания после смерти автора
- Магидович И. П., Магидович В. И. Очерки по истории географических открытий. В 5 томах. — Издание третье, переработанное и дополненное. — М.: Просвещение, 1982—1986. — 200 000 экз.

В 2003—2004 годах Центрполиграф издал первый и второй, разделенный на 2 части, том «Очерков…» в 3 книгах. Остальные тома не были напечатаны в связи «с малым интересом покупателей». В 2009 издательство Астрель (Аванта+) переиздало первый и половину второго тома, однако также отказалось от дальнейшей печати.
- Магидович В. И., Магидович И. П. Открытия древних народов. — М.: Центрполиграф, 2003. — 447 с. — (Очерки по истории географических открытий). — 6000 экз. — ISBN 5-9524-0223-2.
- Магидович В. И., Магидович И. П. Эпоха великих открытий. — М.: Центрполиграф, 2003. — 639 с. — (Очерки по истории географических открытий). — 6000 экз. — ISBN 5-9524-0224-0.
- Магидович В. И., Магидович И. П. Географические открытия и исследования XVII—XVIII веков. — М.: Центрполиграф, 2004. — 495 с. — (Очерки по истории географических открытий). — 5000 экз. — ISBN 5-9524-0812-5.
- Магидович В. И., Магидович И. П. Открытия древних и средневековых народов. — Мир энциклопедий Аванта+. — М.: Астрель, 2009. — 462 с. — (Библиотека Аванты+). — 4000 экз. — ISBN 978-5-98986-234-4, 978-5-271-22274-0.
- Магидович В. И., Магидович И. П. Эпоха великих открытий до середины XVI века. — Мир энциклопедий Аванта+. — М.: Астрель, 2009. — 462 с. — (Библиотека Аванты+). — 3000 экз. — ISBN 978-5-98986-321-1, 978-5-271-25111-5.